# Осмогласие
Осмогла́сие (осьмогла́сие), или окто́их (др.-греч. Ὀκτώηχος, от ὀκτώ «восемь» + ἦχος «голос») — музыкально-теоретическая система, описывающая лады («гласы») в церковной музыке византийской, древнерусской и других (в том числе, позднейших) восточно-христианских традиций. 

## Краткая характеристика
По преданию, теоретически система осмогласия была осмыслена и упорядочена в трудах Иоанна Дамаскина (VIII век), после чего закрепилась в литургической практике. Впервые она была описана в анонимном греческом трактате XII века «Святоградец».
По ладовым особенностям литургические песни классифицированы на 8 гласов. Песни одного гласа пелись в течение недели, после чего их сменяли песни следующие за порядковым номером гласа. Восьминедельный цикл песен с 1-го по 8-й глас образовывал т. н. столп; песни праздников по гласу могли не совпадать с недельными. Гласы делились на автентические (основные) и плагальные (вторичные). К автентическим ладам относились дорийский, фригийский, лидийский и миксолидийский, плагальные — квартой ниже автентических.
На основе октоиха в Византии писали гимны Андрей Критский, Роман Сладкопевец, Иаков Эдесский и другие мастера.

## Теория октоиха
Западные исследователи византийского церковного пения выделяют по меньшей мере три исторические разновидности октоиха. Наиболее древнюю разновидность они возводят к анонимному автору трактата «Святоградец» (см. статью Hagiopolitan Octoechos). Его модифицированную версию (согласно так называемому Новому методу Хрисанфа Мадитского и других «дидаскалов») они именуют «неовизантийским октоихом» (Neobyzantine Octoechos). Некоторые учёные выделяют также «псалмодический октоих» (Papadic Octoechos), особенности которого зафиксированы в дидактических книгах и в музыке византийских мелургов XIV-XV веков.